# Partido do Novo Poder
O Partido do Novo Poder (NPP; chinês tradicional: 時代力量; chinês simplificado: 时代力量) é um partido político progressista de Taiwan.
Fundado em 2015, o NPP é partidos em Taiwan.